# Бланко, Исмаэль
Исмаэ́ль Бла́нко (исп. Ismael Blanco, 19 января 1983, Санта-Элена) — аргентинский футболист, нападающий.

## Биография
Бланко начал профессиональную карьеру в 2002 году в клубе «Колон» из Санта-Фе. Был игроком основного состава клуба, но потерял место в основе, когда получил травму колена.
В 2005 году ненадолго отдан в аренду в парагвайский «Либертад», участвовал в матчах Кубка Либертадорес и забил 2 гола.
Вернувшись из Парагвая, Бланко сразу же был отдан в аренду в клуб второго аргентинского дивизиона «Олимпо», в котором он забил 33 гола за полтора сезона, помог клубу выиграть путёвку в высший дивизион, а сам стал лучшим бомбардиров турниров Апертуры-2006 (18 голов) и Клаусуры-2007 (11 голов).
В июле 2007 года Бланко вернулся в «Колон», но уже в августе отдан в аренду в «АЕК». По условиям договора, АЕК платил 450 тысяч евро за год аренды, и при желании клуба мог выкупить его трансфер за 850 тысяч евро. В новом клубе Бланко составил атакующий дуэт со знаменитым Ривалдо. В сезоне 2007/08 он стал лучшим бомбардиром греческой суперлиги с 19 голами. По итогам сезона «АЕК» выкупил контракт футболиста.

## Достижения
- Чемпион Эквадора (1): 2016
- Чемпион Примеры B Насьональ (1): 2006/07
- Обладатель Кубка Греции (1): 2010/11
- Обладатель Кубка Польши (1): 2011/12
- Обладатель Южноамериканского кубка (1): 2013